# Iso-Römö
Iso-Römö är en ö i Finland. Den ligger i sjön Päijänne och i kommunen Padasjoki i den ekonomiska regionen  Lahtis ekonomiska region  och landskapet Päijänne-Tavastland, i den södra delen av landet, 150 km norr om huvudstaden Helsingfors. Öns area är 15,6 hektar och dess största längd är 0,6 kilometer i nord-sydlig riktning.